# Chlebowo (gromada w powiecie krośnieńskim)
Chlebowo – dawna gromada, czyli najmniejsza jednostka podziału terytorialnego Polskiej Rzeczypospolitej Ludowej w latach 1954–1972.
Gromady, z gromadzkimi radami narodowymi (GRN) jako organami władzy najniższego stopnia na wsi, funkcjonowały od reformy reorganizującej administrację wiejską przeprowadzonej jesienią 1954 do momentu ich zniesienia z dniem 1 stycznia 1973, tym samym wypierając organizację gminną w latach 1954–1972.
Gromadę Chlebowo z siedzibą GRN w Chlebowie utworzono – jako jedną z 8759 gromad na obszarze Polski – w powiecie gubińskim w woj. zielonogórskim na mocy uchwały nr V/16/54 WRN w Zielonej Górze z dnia 5 października 1954. W skład jednostki weszły obszary dotychczasowych gromad Chlebowo, Łomy i Kosarzyn ze zniesionej gminy Wałowice w tymże powiecie. Dla gromady ustalono 10 członków gromadzkiej rady narodowej.
W związku z likwidacją powiatu gubińskiego z dniem 31 grudnia 1961 gromada weszła w skład powiatu krośnieńskiego w tymże województwie.
1 lipca 1968 gromadę zniesiono, a jej obszar włączono do gromady Wałowice w tymże powiecie.